# Andrew Hammond
Andrew Robert Hammond, född 11 februari 1988 i White Rock, British Columbia är en kanadensisk professionell ishockeymålvakt som spelar för New Jersey Devils i NHL. 
Han har tidigare spelat på NHL-nivå för Montreal Canadiens, Minnesota Wild, Buffalo Sabres, Colorado Avalanche och Ottawa Senators, och på lägre nivåer för Rochester Americans, Iowa Wild, San Antonio Rampage, Belleville Senators och Binghamton Senators i AHL, och Bowling Green State University i NCAA.

## Spelarkarriär

### Tidig karriär
Hammond spelade juniorhockey i British Columbia Hockey League (BCHL). Han spelade en match med Alberni Valley Bulldogs säsongen 2006/2007 innan han flyttade till Vernon Vipers. I Vernon spelade Hammond två säsonger och avslutade säsongen 2008/2009 med en räddningsprocent på 91.2 och 2.3 insläppta mål i genomsnitt (GAA).
Hammond började studera vid Bowling Green State University där han spelade fyra säsonger (2009-2013) med Bowling Green Falcons. På de 111 matcherna han spelade med Falcons uppvisade Hammond ett resultat på 30-68-13 och blev utsedd till NCAA-lagets MVP säsongerna 2010/2011 och 2011/2012.

### NHL

#### Ottawa Senators
Den 20 mars 2013 skrev NHL-laget Ottawa Senators ett tvåårigt entry-level–kontrakt med Hammond. Han blev sedan nedskickad till Ottawas AHL-lag Binghamton Senators.
Den 26 februari 2013 blev Hammond uppkallad av Ottawa för att ersätta Craig Anderson som var med sin fru att närvara vid födseln av parets andra barn. Nästa dag blev Hammond, som var backup till Robin Lehner, inbytt i en match mot Detroit Red Wings i den andra perioden efter att Ottawa och Lehner släppt in sex mål. Hammond räddade nio av nio skott han fick emot sig under kvarstoden av matchen.
Den 18 februari 2015 gjorde Hammond gjorde sin första NHL-match från start när Senators mötte Montreal Canadiens i Canadian Tire Centre, efter att Robin Lehner blivit skadad i föregående match. Hammond spelade in sin första NHL-seger efter att ha räddat 42 skott i en 4-2–seger och utsågs till matchens första stjärna. Två matcher senare höll Hammond sin första nolla i NHL efter att Senators besegrat Anaheim Ducks med 3-0, och nästa dag höll han sin andra raka nolla i en 1-0–seger över Los Angeles Kings. Hammonds fyra segrar i rad var då den andra gången för säsongen som Ottawa vann mer än två matcher i rad. Den 2 mars 2015 blev Hammond belönad för sin överraskande framgång när NHL utsåg honom till ligans First Star of the Week.
Efter att ha vunnit en match mot Carolina Hurricanes på övertid den 17 mars blev Hammond den andra målvakten i ligans historia att släppa in två mål eller färre i sina 12 första starter efter Hockey Hall of Fame-medlemmen Frank Brimseks rekord under NHL-säsongen 1938-39 med Boston Bruins. Den 1 april 2015 utsågs Hammond till NHL:s First Star of the Month för mars efter att ha uppvisat resultatraden 10-1-1 med ett genomsnitt på 2.09 insläppta mål per match och en räddningsprocent på 93, vilket hjälpte Senators att klättra till inom tre poäng från wild card-platsen i Eastern Conference. Samma dag meddelade Ottawa Chapter of The Professional Hockey Writers’ Association att Hammond skulle bli Ottawas nominerade för Bill Masterton Memorial Trophy som årligen delas ut till den NHL-spelare som under grundserien visat störst ihärdighet, sportsmannaanda och engagemang inom ishockeyn.

#### Colorado Avalanche
5 november 2017 ingick han i en bytesaffär mellan Ottawa Senators och Colorado Avalanche där Matt Duchene skickades till Senators i utbyte mot Hammond, Kyle Turris, Shane Bowers, ett förstaval i draften 2018 och tredjeval i draften 2019.

#### Minnesota Wild
Den 1 juli 2018 skrev han som free agent på ett ettårskontrakt värt 650 000 dollar med Minnesota Wild.

#### Buffalo Sabres
Han skrev som free agent ånyo på ett ettårskontrakt den 1 juli 2019, denna gång värt 700 000 dollar med Buffalo Sabres.